# Obdulio Varela
Obdulio Jacinto Muiños Varela (pronunție în spaniolă [oβˈðuljo βaˈɾela]; 20 septembrie 1917 — 2 august 1996) a fost un fotbalist uruguayan. A fost căpitanul echipei naționale de fotbal a Uruguayului care a câștigat Campionatul Mondial de Fotbal din 1950.

## Titluri
cu Uruguay:
- Campionatul Mondial de Fotbal 1950
- Copa América: 1942
- Copa Baron de Rio Branco: 1940, 1946, 1948
- Copa Escobar Gerona: 1943

Cu Peñarol:
- Primera División de Uruguay: 1944, 1945, 1949, 1951, 1953, 1954
- Torneo de Honor: 1944, 1945, 1947, 1949, 1950, 1951, 1952, 1953
- Competencia: 1943, 1946, 1947, 1949, 1951, 1953